# Insignie
Et Insignie (fra latin, Insignia, "tegn" eller "symbol") er et ydre kendetegn på høj stilling, værdighed eller magt, forbeholdte disses ihændehavere, og som bæres af dem eller hører med til deres optog, når de ved særlige festlige lejligheder eller i embedes medfør træder frem for offentligheden.
I reglen tænker man ved insignier på prydelser og udmærkelsestegn, ikke så meget på hele den til værdigheden hørende dragt; men i videre betydning kan man dog også regne embedsdragt og lignende med til insignier.

## Ordet insignier stammer fra latin
I enkelttal betyder insigne et "udhængsskilt" (som blandt andet kendes fra Pompeji); i flertal (insignia) brugtes det i Romerstaten om de republikkens højeste embedsmænd forbeholdte udmærkelsestegn: Fasces med de dem bærende, med økser væbnede liktorer, den kurulske stol osv., alt en arv fra den 510 afskaffede kongeværdighed (til hvilken blandt andet desuden den gyldne krone hørte).
De bedst kendte insignier fra ældre tider er de, som var forbeholdte konger og herskere.
De ægyptiske konger havde som insignier den dobbelte krone ("Pschent", der symboliserede magten over syd og nord, og som derfor egentlig er et smykke for de høje guder, hvis synlige repræsentant på Jorden Farao er). Oprindelig var der også som insignier forbeholdt Ægyptens konger en særegen dragt, men den fik efterhånden flere og flere af Farao’s undersåtter lov til at bære, i alt fald de væsentligste dele af den.
Babyloniens og Assyriens konger ses gerne afbildede med en hovedbedækning, en art hjelm, som aldrig bæres af deres undersåtter. Den kaldes på assyrisk kudurru (i Esters Bog gengives det som kether og er der brugt om perserkongernes krone).
Den persiske kongekrone kaldes for øvrigt af grækerne gerne tiara; den bares senere af Armeniens og andre asiatiske landes konger.
Hos israelitterne var særlig staven, scepteret, herskerens symbol, men kongen udmærkedes også ved den vide kongelige kåbe og ved kronen.
I lidelseshistorien fortælles det i overensstemmelse hermed, at man til spot satte tornekronen på Jesu hoved, hyllede ham i kongekåben og gav ham en stav som scepter i hånden.

## Krone og scepter som symbol
Krone og scepter med purpurkåben osv. blev siden de kristne kongers insignier hertil kom rigsæblet. Pavens fornemste Insignier er pavehuen, Tiaraen. De katolske biskoppers insignier er ring og stav, pallium og et særegent brystsmykke osv., abbeder og forskellige prælater har også særegne insignier.
Hos israelitterne havde ypperstepræsten en egen dragt (Efod); hans fornemste insignier var Urim og Tummim, et brystsmykke. overdommerne i Ægypten havde et særegent brystsmykke, som vi kan påvise på mindesmærkerne.

## Ridderne
Ridderne i Middelalderen havde som insignier hjelm og skjold; det sidste prydedes med våbenmærker. Et insignier for ridderen var også den gyldne spore.
Nutidens ridderordener har hver deres egne insignier, som er forskellige i de forskellige grader.
Til nogle af de højeste ordener hører en særegen dragt, f.eks. Hosebåndsordenen, Den gyldne Vlies, Serafimerordenen osv.
Ellers er kæder, stjerner og kors de sædvanlige insignier for vore dages ridderordener.
- Hemmelige selskaber har også særegne insignier for de forsk. grader, men disse insignier kommer i mange lande ikke meget frem for offentligheden, som f.eks. Odd Fellow ordenens eller Frimurernes symboler, ordener, emblemer og beklædning.

- Rektorer for universiteter har i reglen ligeledes særegne insignier, en gylden kæde, tidligere i reglen forbunden med en egen højtidsdragt.

- Universitetsgrader havde gerne hver sine insignier, på hvilke man kunde kende, hvad grad vedkommende havde. Noget sådant bruges endnu ved de engelske universiteter.

- Borgmestre og rådsherrer havde ofte egne insignier Lord Mayor’en i London har endnu bevaret sine fra fortiden nedarvede insignier.

- Overdommere, medlemmer af høje domstole o. l. har undertiden egne insignier, ligeledes the Speaker (Formanden for Underhuset i Parlamentet) og flere andre.

## Organisationer & foreninger mv – diverse (?)
Mange korporationer, foreninger og lignende har ligeledes egne insignier.
De romerske legioner havde deres ørne, andre hærafdelinger andre felttegn.
Middelalderens og nutidens hære har deres faner og standarter; håndværkernes lav deres faner og emblemer.
Utallige foreninger har faner osv.
Allerede i den allerældste historiske tid i Ægypten finder vi nomossymbolerne, billeder af de enkelte ægyptiske landskabers hellige dyr og lignende bårne i procession som insignier og i festtog og lignende.